# خورخي لوكي
خورخي لوكي غارسيا (بالإسبانية: Jorge Luque García)‏ (مواليد 8 مارس 1981) هو لاعب كرة قدم إسباني، يلعب لنادي قادش في مركز خط الوسط.

## وصلات خارجية
- خورخي لوكي على موقع قاعدة بيانات كرة القدم.إي يو (الإنجليزية)
- خورخي لوكي على موقع Soccerway.com (الإنجليزية)

- Elche official profile (بالإسبانية)
- BDFutbol profile
- Futbolme profile (بالإسبانية)
- Transfermarkt profile